# 深川都市ガス爆発事故
深川都市ガス爆発事故（ふかがわとしガスばくはつじこ）とは昭和38年（1963年）1月24日に東京都江東区深川で発生した都市ガスの爆発事故およびそれによって発生した火災の総称である。

## 第一次爆発
1月24日午前6時46分頃、深川三好町4丁目において突如爆発が発生すると同時に火柱が噴き上がり、先着の消防隊が駆け付けた時には火点に隣接するそば屋を営む家屋は火柱に包まれており、消防隊はこの家屋への救助活動を断念、周辺家屋への延焼防止のための放水および周辺住民の救援を行った。この現場では8棟が全半焼した。

## 第二次爆発
第一次爆発から22分ほど経った午前7時8分頃、第1現場から少し離れた平野町3丁目でガスレンジを原因とする爆発火災が発生、最終的に6棟が全半焼した。この時点で東京消防庁は現場周辺の65万m2の地域に火気厳禁を広報車やテレビ、ラジオで呼び掛け、送電も停止させる非常警戒態勢を敷いた。

## 第三次爆発
第一次爆発から2時間19分ほど経った午前9時5分頃、第2現場と同じ地区で事務所のストーブが点火されたのを機に爆発が発生、火災に至らなかったものの下水道のマンホールが爆風で打ち出され、接触した66棟が損壊、警戒中の消防車を含む車両3台が損傷した。

## 被害概況
- 火災:5件[注 1]
- 死者:6名[注 2]
- 負傷者:21名
- 焼失面積:1835m2

## 原因
現場地域の地下に埋設されていた都市ガス用高圧導管に亀裂が発生し、その箇所から漏れたガスが下水道を伝わって広範囲に広まったのが直接の原因であるが、前述の通り、広報車やテレビ・ラジオによる警戒を呼び掛けていたとはいえ、広報活動が不十分だったと指摘されている。